# Svenska Supercupen 2014
Supercupen 2014 var det åttonde året supercupen spelades, det är en årlig återkommande fotbollsmatch som spelas mellan säsongens vinnare i Allsvenskan och Svenska cupen. Matchen spelades på Malmö Stadion i Malmö den 9 november 2014 och spelades mellan Malmö FF (mästare i Allsvenskan 2014) och IF Elfsborg (mästare i Svenska cupen 2013/2014). Matchen var IF Elfsborgs andra deltagande och Malmö FF:s andra raka deltagande och tredje totalt. Det var även första gången som matchen spelades på Malmö Stadion och även första gången som en icke ordinarie arena för arrangörslaget användes som spelplats.
I Sverige så sände TV12 matchen. Martin Strömbergsson från Gävle var matchens domare, detta var första gången som han dömde supercupen. Malmö FF vann matchen med 5–4 på straffar efter att matchen slutat 2–2 på ordinarie och extratid. IF Elfsborg tog ledningen i matchen genom Viktor Claesson i första halvlek och Malmö FF kvitterade i den 89:e minuten av ordinarie tid. Malmö FF tog sedan ledningen i den andra halvleken av extratiden men Elfsborg fick en straffspark i den sista minuten som Viktor Prodell gjorde mål på. Matchen fortsatte till straffsparkar och Malmö FF vann till slut med 5–4, detta var den första gången som den Svenska supercupen avgjordes efter extratid och straffar.
Värt att notera är att Supercup-titeln vanns för fjärde året i rad av ett Skånelag.

## Bakgrund
IF Elfsborg kvalificerade sig till Supercupen den 18 maj 2014 då man slog Helsingborgs IF med 1–0 i Svenska cupen finalen. Elfsborg hade tidigare deltagit i Supercupen en gång, detta när de i Supercupen 2007 vann över Helsingborgs IF med 1–0 på Borås Arena. Malmö FF kvalificerade sig för Supercupen den 5 oktober 2014 när man säkrade titeln i Allsvenskan i den 27:e omgången i en bortamatch på Friends Arena mot AIK som man vann med 3–2. Malmö FF kvalificerade sig då för sitt andra raka deltagande i Supercupen och man var även titelhållare då man i Supercupen 2013 vann över IFK Göteborg med 3–2. Deltagandet var Malmö FF:s tredje totala deltagande i Supercupen. Då Malmö FF var Svenska mästare så hade man hemmafördel i Supercupen, klubben valde att spela matchen på sin reservarena, Malmö Stadion, istället för att spela på sin ordinarie arena, Swedbank Stadion.
De två klubbarna möttes tidigare under säsongen i det Allsvenska seriespelet. Malmö FF vann över Elfsborg med 1–0 den 1 juni 2014 på Borås Arena och Elfsborg vann över Malmö FF med 2–1 den 18 oktober 2014 på Swedbank Stadion. Senaste gången klubbarna möttes i en cupmatch var i semifinalen i Svenska cupen 1983/1984, en match som Malmö FF vann med 2–1. Klubbarna hade aldrig mötts i en cupfinal innan Supercupen 2014 spelades. Inför matchen så beslutade bägge klubbarna att vare sig vilket lag som än vann så skulle man donera prissumman på 250 000kr till stiftelsen hedra Klas Ingesson, en hjälpfond för en tidigare tränare i IF Elfsborg som avled av cancer den 29 oktober 2014.

## Matchen
|  | 9 november 2014 18:15 UTC+1 | Malmö Stadion000 Malmö000 |

| Malmö FF | Malmö FF                                                                                | 0000 2 – 2 (e.fl.)         | IF Elfsborg                                                                        | IF Elfsborg |
| Malmö FF | Isaac Kiese Thelin 89′ Emil Forsberg 114′                                               | (0 – 1) Rapport            | 22′ Viktor Claesson 120+4′ (str.) Viktor Prodell                                   | IF Elfsborg |
| Malmö FF | Anton Tinnerholm Emil Forsberg Simon Kroon Paweł Cibicki Isaac Kiese Thelin Erdal Rakip | Straffsparksläggning 5 – 4 | Per Frick Viktor Prodell Marcus Rohdén Johan Larsson Simon Hedlund Mikkel Beckmann | IF Elfsborg |

| Startelva:  |    |                    |          |     |
|             |    |                    |          |     |
| MV          | 27 | Zlatan Azinović    |          |     |
| HB          | 3  | Anton Tinnerholm   | 124'     |     |
| MB          | 18 | Johan Hammar       | 77', 91' |     |
| MB          | 15 | Filip Helander     |          |     |
| VB          | 32 | Pa Konate          |          |     |
| HM          | 33 | Emil Forsberg      |          |     |
| CM          | 6  | Markus Halsti      |          |     |
| CM          | 11 | Simon Thern        |          | 60′ |
| VM          | 20 | Ricardinho         |          | 46′ |
| CA          | 24 | Isaac Kiese Thelin |          |     |
| CA          | 26 | Agon Mehmeti       |          | 22′ |
| Inhoppare:  |    |                    |          |     |
| MF          | 15 | Paweł Cibicki      |          | 22′ |
| MF          | 14 | Simon Kroon        |          | 46′ |
| MF          | 5  | Erdal Rakip        |          | 60′ |
| MF          | 7  | Magnus Eriksson    |          |     |
| MF          | 8  | Enoch Kofi Adu     |          |     |
| A           | 9  | Markus Rosenberg   |          |     |
| MV          | 16 | Sixten Mohlin      |          |     |
|             |    |                    |          |     |
|             |    |                    |          |     |
|             |    |                    |          |     |
|             |    |                    |          |     |
|             |    |                    |          |     |
|             |    |                    |          |     |
| Tränare:    |    |                    |          |     |
| Åge Hareide |    |                    |          |     |

| Startelva: |    |                       |      |      |
|            |    |                       |      |      |
| MV         | 1  | Kevin Stuhr Ellegaard |      |      |
| HB         | 7  | Johan Larsson         |      |      |
| MB         | 11 | Daniel Mobaeck        |      |      |
| MB         | 22 | Anton Lans            | 119' |      |
| VB         | 20 | Adam Lundqvist        | 41'  |      |
| HM         | 8  | Anders Svensson       | 56'  |      |
| CM         | 16 | Viktor Claesson       |      | 86′  |
| VM         | 21 | Henning Hauger        | 16'  | 108′ |
| HA         | 13 | Arbër Zeneli          |      | 77′  |
| CA         | 24 | Viktor Prodell        |      |      |
| VA         | 25 | Marcus Rohdén         | 106' |      |
| Inhoppare: |    |                       |      |      |
| MF         | 19 | Simon Hedlund         |      | 77′  |
| A          | 10 | Mikkel Beckmann       |      | 86′  |
| A          | 17 | Per Frick             |      | 108′ |
| F          | 15 | Andreas Klarström     |      |      |
| A          | 18 | Victor Rotting        |      |      |
| MF         | 26 | Liridon Gashi         |      |      |
| MV         | 30 | Abbas Hassan          |      |      |
|            |    |                       |      |      |
|            |    |                       |      |      |
|            |    |                       |      |      |
|            |    |                       |      |      |
|            |    |                       |      |      |
|            |    |                       |      |      |
| Tränare:   |    |                       |      |      |
| Jan Mian   |    |                       |      |      |

| Domare: Martin Strömbergsson Ass. domare: Daniel Gustavsson Joakim Flink Fjärdedomare: Kaspar Sjöberg | Publik: 1 266 |  |